# 飲料

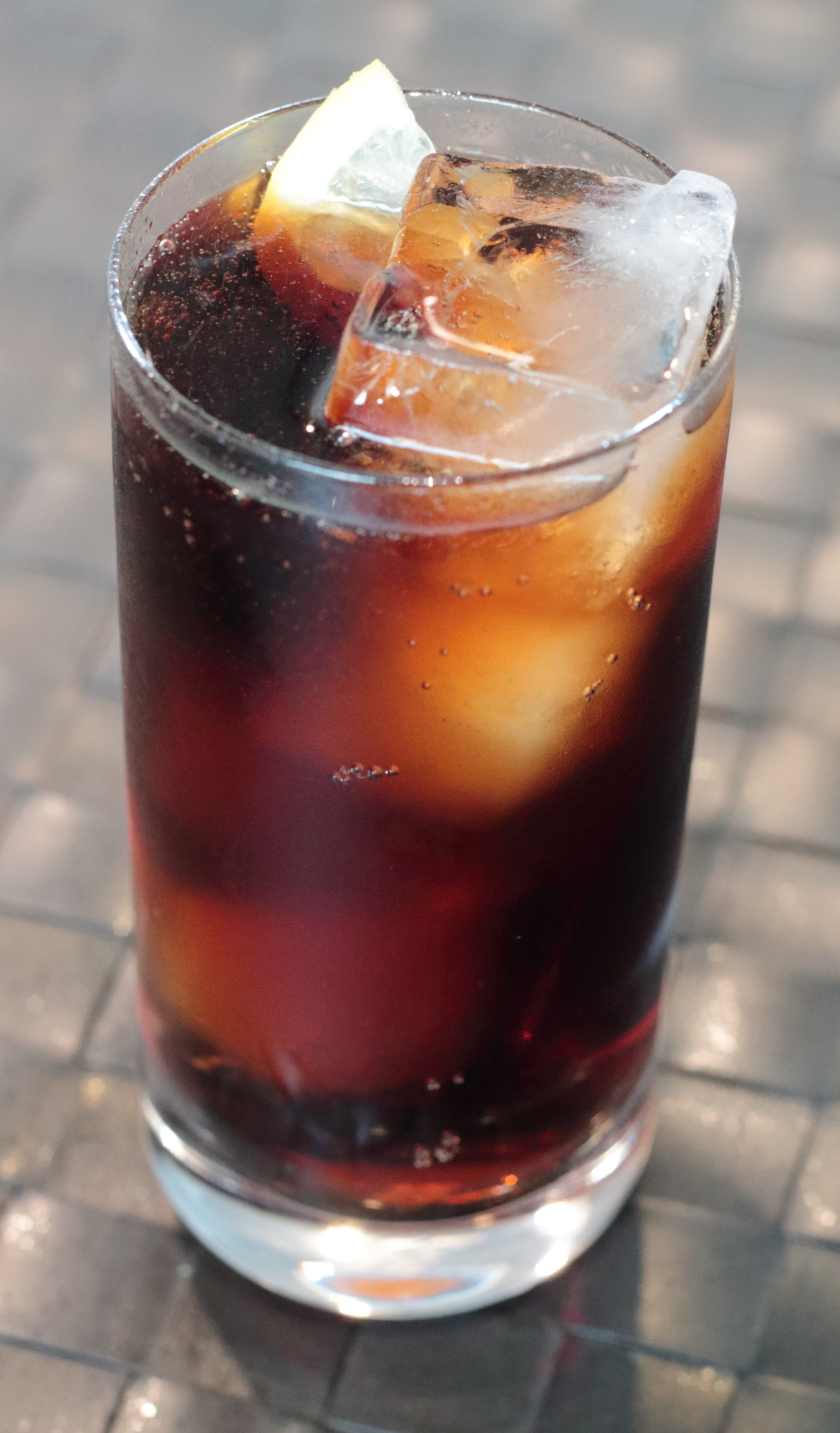
コーラ

飲料（いんりょう）は、飲む行為により摂取する液状のもの。飲み物やドリンクとも言う。

## 主な飲料
- 水（飲料水）
  - ミネラルウォーター
- 茶
  - 緑茶
  - 紅茶
  - 中国茶
    - 烏龍茶
    - ハブ茶

  - 麦茶
  - そば茶
  - ブレンド茶
    - ほうじ茶
    - プーアル茶
    - うめこぶ茶

  - マテ茶
- コーヒー
- ココア
- 清涼飲料水
  - 果汁飲料（柑橘類、リンゴ、ブドウなど）
  - 炭酸飲料（サイダー、コーラ、マウンテンデューなど）
  - 機能性飲料
  - スポーツ飲料（ポカリスエット、アクエリアスなど）
  - ノンアルコール飲料
- 酒
  - ビール
  - ワイン
  - 酎ハイ
  - リキュール
  - 日本酒
  - 焼酎
  - ブランデー
  - ウイスキー
- 牛乳
  - 加工乳
  - 乳飲料
- 豆乳
- スープ

## 関連する作品など
- SUPER DRINK BROS.